# 長野県立松本蟻ヶ崎高等学校
もしかして
- 長野県松本蟻ヶ崎高等学校

ではありませんか？